# از طریق مژه‌ها
از طریق مژه‌ها (به هندی: Ankhiyon Ke Jharokhon Se) فیلمی محصول سال ۱۹۷۸ و به کارگردانی هیرن ناگ است. در این فیلم بازیگرانی همچون ساچین، رانجیتا کائور، افتخار و ارومیلا بات ایفای نقش کرده‌اند.